# Final de la Copa d'Europa de futbol de 1957
La final de la Copa d'Europa de 1957 va ser un partit de futbol que es va jugar a l'estadi Santiago Bernabéu de Madrid el 30 de maig de 1957 per determinar els guanyadors de la Copa d'Europa de 1956-57. Es va disputar entre el Reial Madrid d'Espanya i l'ACF Fiorentina d'Itàlia. El Reial Madrid va guanyar per 2-0 després dels gols d'Alfredo Di Stéfano i Francisco Gento a la segona part.  Va ser la primera de quatre finals (comptant també l'era de la Lliga de Campions, seguida de les finals de 1965, 1984 i 2012) on un dels equips va jugar al seu estadi local, i també la primera final en què l'equip guanyador va jugar al seu estadi local.
La polèmica va envoltar el primer gol del Reial Madrid després que l'àrbitre neerlandès Leo Horn ignorés el seu jutge de línia que assenyalava que Enrique Mateos estava en fora de joc abans de xiular un penal per una falta sobre Mateos que semblava haver estat comesa fora de l'àrea.
En guanyar la final, el Reial Madrid es va convertir en el primer equip a defensar amb èxit la Copa d'Europa.

## Ruta cap a la final
| Reial Madrid         | Reial Madrid      | Reial Madrid | Reial Madrid | Ronda           | ACF Fiorentina        | ACF Fiorentina | ACF Fiorentina | ACF Fiorentina |
| -------------------- | ----------------- | ------------ | ------------ | --------------- | --------------------- | -------------- | -------------- | -------------- |
| Oponent              | Agr.              | Anada        | Tornada      |                 | Oponent               | Agr.           | Anada          | Tornada        |
| Rapid Viena          | 5–5 (Replay: 2–0) | 4–2 (H)      | 1–3 (A)      | Primera ronda   | IFK Norrköping        | 2–1            | 1–1 (H)        | 1–0 (A)        |
| Niça                 | 6–2               | 3–0 (H)      | 3–2 (A)      | Quarts de final | Grasshoppers          | 5–3            | 3–1 (H)        | 2–2 (A)        |
| Manchester United FC | 5–3               | 3–1 (H)      | 2–2 (A)      | Semifinals      | Estrella Roja Belgrad | 1–0            | 1–0 (A)        | 0–0 (H)        |

### Reial Madrid
El Reial Madrid es va classificar per a la Copa d'Europa de 1956–57 com a defensor del títol de la competició, després d'haver derrotat el Reims per 4–3 a la final de 1956 al Parc des Princes de París. Com a campions, van passar directament a la primera ronda, on es van enfrontar al campió austríac, el Rapid Wien. Dos gols d'Alfredo Di Stéfano i Ramón Marsal els van donar la victòria per 4-2 al partit d'anada a l'estadi Santiago Bernabéu. A la segona volta, Ernst Happel va marcar un hat-trick per posar el Rapid per davant 3-0, però un gol de Di Stéfano va posar el marcador 3-1. El partit va acabar amb un global de 5-5. Com que la regla dels gols fora de casa no es va implementar fins al 1965, es va celebrar un play-off al Bernabéu, on els gols de Joseíto i Raymond Kopa van donar al Madrid un 2-0.
Als quarts de final, el Reial Madrid s'enfrontava a l'Olympique de Niça campió francès. Un gol de Joseíto i dos d'Enrique Mateos van donar al Madrid una victòria per 3-0 a casa. En l'empat fora de casa, Jacques Foix va aconseguir un gol per al Niça, però un altre gol de Joseíto i dos de Di Stéfano van assegurar la victòria del Madrid; un penal al final de Ferry, del Niça, va significar que el matx acabava amb un global de 6-2.
El Manchester United FC va ser el rival del Reial Madrid a les semifinals. Els gols d'Héctor Rial i Di Stéfano van posar el Madrid per davant 2-0 just després de l'hora de joc; el Manchester United va aconseguir un gol a través de Tommy Taylor, però el gol de Mateos un minut després el va anul·lar. Kopa i Rial van marcar cadascun a la primera part del partit de tornada a Old Trafford, cosa que pràcticament va deixar l'empat fora de dubte, tot i que Taylor i Bobby Charlton van marcar a la segona part per reduir el marcador global a 5-3. Aquest resultat va enviar el Reial Madrid a la seva segona final consecutiva de la Copa d'Europa.

### Fiorentina
La Fiorentina es va classificar després de guanyar la Serie A de la temporada 1955–56. Van ser classificats al grup del Sud-Centre d'Europa per al sorteig de la ronda preliminar, però no van ser entre els quatre primers equips sortejats i van ser eliminats per a la primera ronda. Allà es van enfrontar a l'IFK Norrköping de Suècia, que també havia rebut un bye. En el partit d'anada a l'Stadio Artemio Franchi, van anar perdent amb un gol inicial de Harry Bild, però Claudio Bizzarri va empatar poc després i el partit va acabar 1–1. Al partit de tornada, Giuseppe Virgili va marcar l'únic gol del partit per donar a la Fiorentina una victòria per 2-1 en el global.
Als quarts de final contra el Grasshopper de Suïssa, la Fiorentina va aconseguir un avantatge de 3-0 a l'inici del partit d'anada gràcies als gols d'Armando Segato i Romano Taccola (2), però Robert Ballaman va marcar un gol per als visitants. Julinho va ampliar l'avantatge global de la Fiorentina al principi del partit de tornada, però Ballaman va tornar a reduir el dèficit de l'equip suís; no obstant això, Miguel Montuori va marcar el cinquè gol de la Fiorentina a l'eliminatòria, convertint el gol de Branislav Vukosavljević al final del partit en una simple consolació en un marcador global de 5-3.
L'Estrella Roja de Belgrad de Iugoslàvia va ser el rival de la Fiorentina a les semifinals. El partit d'anada es va jugar a Belgrad i no va marcar cap gol fins a dos minuts del final, quan Maurilio Prini va marcar pels italians. El partit de tornada va acabar sense gols i la Fiorentina va guanyar l'eliminatòria, amb la qual cosa va esdevenir el primer equip italià a arribar a la final de la Copa d'Europa.

## Partit
La final es va celebrar al Santiago Bernabéu el 30 de maig de 1957. El partit va ser arbitrat per Leo Horn, dels Països Baixos. Un penal de Di Stéfano i un gol de Gento van donar al Madrid una victòria per 2-0 i la retenció del títol. Aquesta va ser la seva segona victòria a la Copa d'Europa en els mateixos anys.

### Detalls
| Reial Madrid                    | 2–0     | ACF Fiorentina |
| ------------------------------- | ------- | -------------- |
| Di Stéfano 69' (pen.) Gento 75' | Informe |                |

| Reial Madrid | Fiorentina |

| GK              | 1  | Juan Alonso        |
| RB              | 2  | Manuel Torres      |
| CH              | 5  | Marquitos          |
| LB              | 3  | Rafael Lesmes      |
| RH              | 4  | Miguel Muñoz (c)   |
| LH              | 6  | José María Zárraga |
| OR              | 7  | Raymond Kopa       |
| IR              | 8  | Enrique Mateos     |
| CF              | 9  | Alfredo Di Stéfano |
| IL              | 10 | Héctor Rial        |
| OL              | 11 | Paco Gento         |
| Entrenador:     |    |                    |
| José Villalonga |    |                    |

| GK                | 1  | Giuliano Sarti     |
| RB                | 2  | Ardico Magnini     |
| LB                | 3  | Sergio Cervato (c) |
| RH                | 4  | Aldo Scaramucci    |
| CH                | 5  | Alberto Orzan      |
| LH                | 6  | Armando Segato     |
| OR                | 7  | Julinho            |
| IR                | 8  | Guido Gratton      |
| CF                | 9  | Giuseppe Virgili   |
| IL                | 10 | Miguel Montuori    |
| OL                | 11 | Claudio Bizzarri   |
| Entrenador:       |    |                    |
| Fulvio Bernardini |    |                    |